# Heinrich V. (Schlesien)

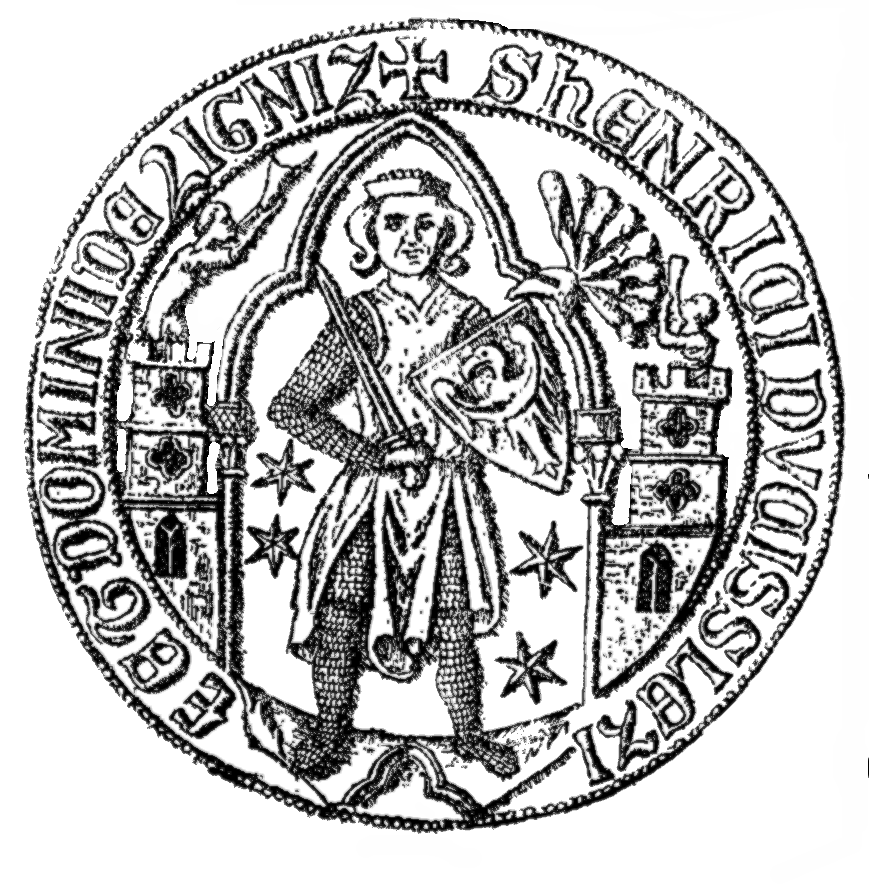
Siegel Heinrichs von 1289

Heinrich V. (* um 1248; † 22. Februar 1296) war 1274–1278 Herzog von Jauer, ab 1278 Herzog von Liegnitz und ab 1290 Herzog von Breslau. 

## Herkunft und Familie
Heinrich entstammte dem Geschlecht der Schlesischen Piasten. Seine Eltern waren Herzog Boleslaw II., bis 1248 Herzog von Schlesien, anschließend Herzog von Liegnitz, und Hedwig († 1259), Tochter des Grafen Heinrich von Anhalt. Heinrich hatte folgende Geschwister:
- Bolko I. († 1301), Herzog von Jauer und Schweidnitz
- Bernhard I. († 1286), Herzog von Jauer und Löwenberg
- Agnes († 1265), Gräfin von Württemberg
- Hedwig († 1280), verheiratet mit Konrad II., Herzog von Masowien
- Elisabeth, seit 1268 verheiratet mit Ludwig von Hakeborn

1277 oder ein Jahr später vermählte sich Heinrich mit Elisabeth von Kalisch († 1304), Tochter des Herzogs Boleslaw von Kalisch. Der Ehe entstammten drei Söhne und fünf Töchter:
- Boleslaw III. († 1352), Herzog von Liegnitz und Brieg
- Heinrich VI. († 1335) Herzog von Breslau
- Wladislaus († 1352), zunächst Domherr in Breslau; verheiratete sich später mit einer Tochter des Herzogs Bolesław II. von Masowien
- Hedwig, verheiratet mit Otto, Sohn des Markgrafen Otto V. von Brandenburg
- Euphemia († nach 1347), verheiratet mit Otto von Kärnten
- Anna († 1343), Klarissin in Breslau
- Elisabeth († um 1357), Klarissin in Breslau
- Helena, Klarissin in Gnesen

## Leben
Heinrich wurde am Hof des böhmischen Königs Ottokar II. Přemysl in Prag erzogen und zum Ritter geschlagen. Noch zu Lebzeiten seines Vaters wurde er dessen Mitregent und erhielt 1274 die Teilherrschaft des Herzogtums Jauer. Nach dem Tod des Vaters 1278 erhielt er das Herzogtum Liegnitz, während das Herzogtum Jauer zunächst gemeinsam an die beiden jüngeren Brüder Bolko I. und Bernhard I. überging.
Bei den Streitigkeiten mit seinem Vetter Heinrich IV. um das Erbe ihres Onkels Wladislaw († 1270) zeichnete sich Heinrich bei einem Kampf zwischen Stolz und Protzan bei Frankenstein aus, als er das heranziehende Breslauer Heer Heinrichs IV. besiegte. Nach einem Waffenstillstand, der von König Ottokar II. ausgehandelt worden war, musste Heinrich IV. ein Drittel des Wladislaw-Erbes, zu dem die Gebiete Neumarkt und Striegau gehörten, an die Liegnitzer Herzöge abtreten. Nach dem Tode Ottokars II. kam es um 1280 erneut zu Streitigkeiten, als Heinrich IV. Ansprüche auf Ottokars Erbe geltend machte. Kurze Zeit später sollen sich Heinrich IV. und Heinrich V. ausgesöhnt haben. 1287 vermittelte Heinrich V. im Streit zwischen Heinrich IV. und dem Breslauer Bischof Thomas II. Zwei Jahre später unterstützte er Heinrich IV. bei dessen Feldzug nach Krakau, an dem Heinrich V. persönlich teilnahm und eigene Hilfstruppen bereitstellte. 
Trotz dieser Verdienste wurde Heinrich V. im Testament Heinrichs IV. nicht berücksichtigt. Als Nachfolger seines Herzogtums bestimmte Heinrich IV. den Glogauer Herzog Heinrich III., der jedoch von der Stadt Breslau und der Ritterschaft abgelehnt und nicht anerkannt wurde. Mit Hilfe des böhmischen Königs Wenzel II. gelang es Heinrich V., 1290 in den Besitz von Breslau zu kommen, dem er unmittelbar danach die Privilegien bestätigte. 
Da sich Heinrich der Hilfe seines Bruders Bolko I. in den Streitigkeiten mit Heinrich von Glogau versichern wollte, schenkte er Bolko den südlichen Teil des Fürstentums Breslau entlang des Gebirges, zu dem die Gebiete von Münsterberg, Frankenstein, Strehlen, Reichenbach und Schweidnitz gehörten, die den späteren Fürstentümern Schweidnitz und Münsterberg entsprachen. 1291 musste Heinrich V. seinem Rivalen Heinrich von Glogau u. a. Groß Wartenberg, Trebnitz, Militsch, Sandewalde, Auras und Steinau a. O. abtreten. Durch Verrat geriet Heinrich zwei Jahre später in Gefangenschaft Heinrichs von Glogau, der ihn in Sandewalde bei Guhrau in einem Verlies gefangen hielt und erst 1294 entließ. Als Gegenleistung für die Freilassung musste Heinrich V. auf das gesamte Gebiet rechts der Oder zugunsten seines Peinigers verzichten, dem er sich außerdem zu Geldzahlungen und Kriegshilfe verpflichten musste. 
Kurz vor seinem Tod übergab Heinrich sein Herzogtum am 1. Februar 1296 in den Schutz des Papstes Bonifaz VIII. Drei Wochen später verstarb er und wurde im Breslauer Klarissenkloster beigesetzt. Vormund über Heinrichs Kinder wurde sein Bruder Bolko I. Nach dessen Tod 1301 übernahm die Vormundschaft König Wenzel II., dem damit ein weiterer Einfluss in Schlesien gelang. Nach König Wenzels Tod 1305 wurde der Breslauer Bischof Heinrich von Würben zum Vormund der Kinder bestellt.